# Knute Rockne

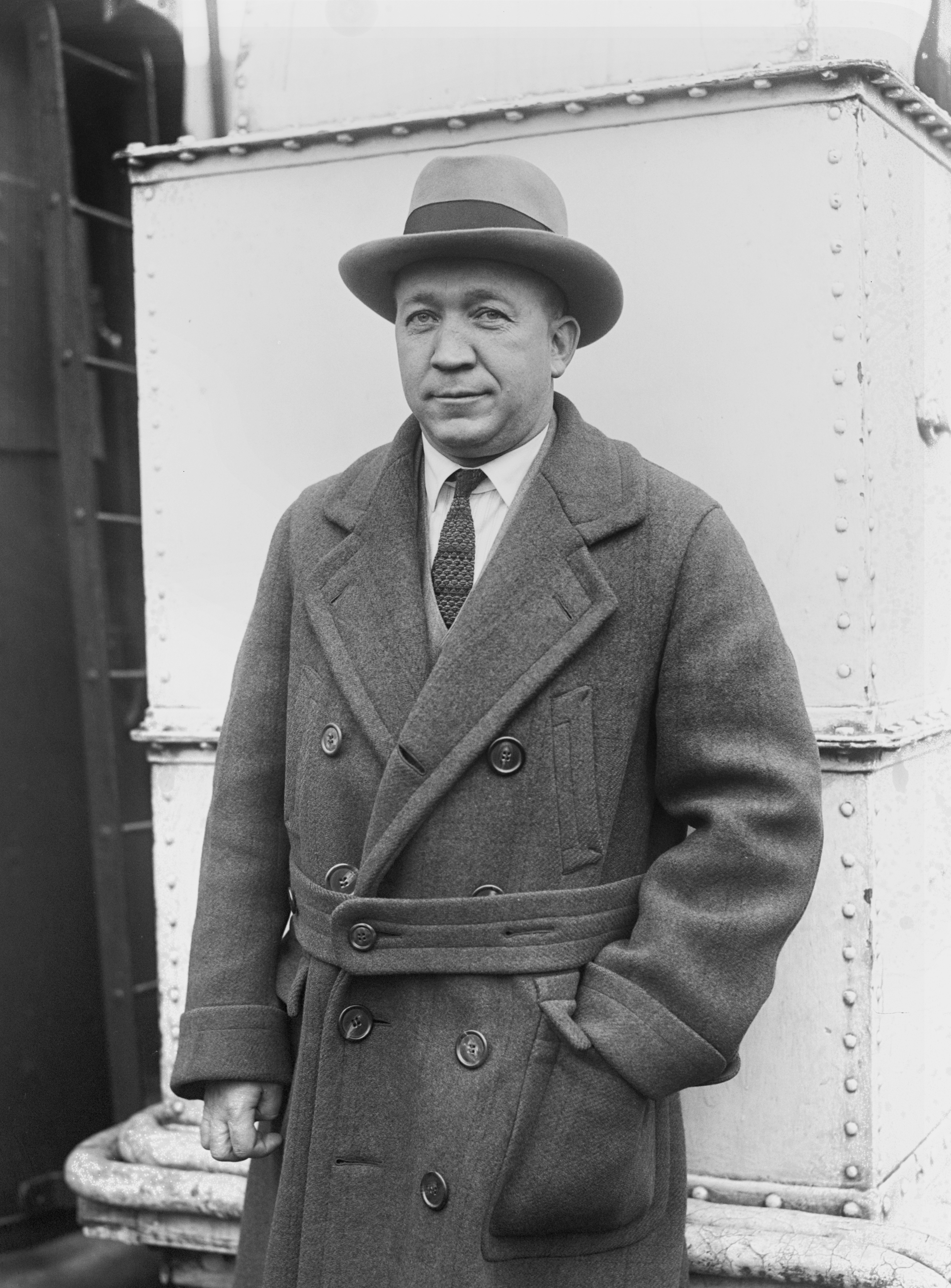
Knute Rockne

Knute Kenneth Rockne (* 4. März 1888 in Voss, Norwegen; † 31. März 1931 in Bazaar, Kansas) war ein US-amerikanischer Footballtrainer. Er gilt vielen Experten als der beste Trainer aller Zeiten. Seine Bilanz als Trainer in 13 Jahren an der University of Notre Dame, in die auch die Zeit der vier Spieler der Four Horsemen of Notre Dame fiel, belief sich auf 105 Siege zu lediglich 12 Niederlagen und 5 Unentschieden, was eine bis heute unerreichte Siegesquote von 88,1 Prozent ergibt. Für seine Leistungen im College Football wurde er 1951 als einer der ersten in die College Football Hall of Fame aufgenommen. 1925 konvertierte Rockne zum Katholizismus.
Rockne starb bei einem Flugzeugabsturz über Kansas (siehe Transcontinental-and-Western-Air-Flug 5) im Alter von 43 Jahren. Sein Leben wurde 1940 als Knute Rockne, All American mit Pat O’Brien sowie Ronald Reagan in den Hauptrollen verfilmt.